# Kaštel Lukšić
Kaštel Lukšić – osada będąca częścią miasta Kaštela w żupanii splicko-dalmatyńskiej w Chorwacji. W 2011 roku liczyła 5425 mieszkańców.
Początkiem miejscowości był Pałac (kasztel, zamek) Vitturi zbudowany w 1564 roku przez wenecką rodzinę Vitturi pochodzącą z Trogiru. Pałac początkowo otoczony był ze wszystkich stron morzem, z lądem łączył go zwodzony most. W późniejszych wiekach most zwodzony zastąpiono kamiennym, a otaczające wody zasypano, pozostawiając dostęp do morza od strony południowej. Obecnie w odnowionym pałacu swoją siedzibę ma muzeum  miasta Kaštela.
Na lądzie naprzeciwko pałacu powstała w tym samym czasie otoczona murem zwarta miejska zabudowa na planie zbliżonym do kwadratu o bokach około 200 metrów. Zarys pierwotnej osady dobrze widoczny jest do dzisiaj. Po zachodniej stronie osady znajduje się park założony w XVIII wieku. Od strony wschodniej późnobarokowy kościół Wniebowzięcia Najświętszej Marii Panny z przełomu XVIII i XIX wieku.
W Kaštelu Lukšić stoi pomnik pierwszego prezydenta Chorwacji, Franja Tuđmana. Siedzibę ma tu sąd gminny (księgi wieczyste).